# Wilhelm August von Reitzenstein
Wilhelm August Freiherr von Reitzenstein (* 3. August 1815 in Brüssel; † 5. Dezember 1864 in Berlin) war ein deutscher Offizier und Diplomat. Reitzenstein war königlich hannoverischer Gesandter im Königreich Preußen und im Königreich Sachsen.

## Leben

### Familie
Wilhelm August Freiherr von Reitzenstein entstammte dem alten Adelsgeschlecht von Reitzenstein. Die Familie, die sich schon früh in mehrere Linien teilte, gehört zum oberfränkischen Uradel mit dem Stammsitz Reitzenstein bei Issigau. Angehörigen des Geschlechts wurde 1759 mit kaiserlichem Dekret der Freiherrentitel bestätigt, im Königreich Bayern waren sie ab 1814 bei der Freiherrenklasse immatrikuliert.
August Friedrich Christoph Freiherr von Reitzenstein (* 8. Mai 1772; † 6. November 1830) aus der Linie zu Schönberg und dem Haus Konradsreuth, ein Sohn von Friederike von Reitzenstein, wurde königlich hannoverischer Oberst im Garde-Kürassier-Regiment. Er heiratete am 3. Juni 1809 Luise Magan of Clonearl († 22. November 1863 in London), eine Tochter des irischen Parlamentariers Arthur Magan. Sie waren die Eltern von Wilhelm August. Er hatte noch zwei Brüder und eine Schwester.

### Beruflicher Werdegang
Reitzenstein trat 1832 als Sekondeleutnant in das Königs-Dragoner-Regiment der Hannoverischen Armee ein und wurde als solcher 1837 zum Garde du Corps versetzt. 1840 erfolgte seine Beförderung zum Premierleutnant und 1843 die Ernennung zum königlichen Flügeladjutanten. 1848 wurde er zum Rittmeister befördert und ein Jahr später zum Schwadron-Chef im Garde du Corps. 1857 erhielt er den Charakter zum Major.
Noch im gleichen Jahr wurde Reitzenstein an die hannoverische Gesandtschaft im Königreich Preußen nach Berlin versetzt und gleichzeitig zum Geschäftsträger der hannoverischen Gesandtschaft in Dresden im Königreich Sachsen ernannt. 1860 wurde ihm der Charakter zum Oberstleutnant verliehen und er wurde zum außerordentlichen Gesandten und bevollmächtigten Minister in Berlin und Dresden ernannt. Er war an beiden Höfen als solcher akkreditiert.
Wilhelm August Freiherr von Reitzenstein starb als königlich hannoverischer Oberst völlig unerwartet am 5. Dezember 1864, im Alter von 49 Jahren, in Berlin an den Folgen einer inneren Blutung. Er hatte noch am Morgen desselben Tages im Auswärtigen Amt in Berlin an einer amtlichen Besprechung teilgenommen. Reitzenstein war Träger zahlreicher Auszeichnungen. Für seine Verdienste erhielt er 1861 das Kommandeurkreuz 2. Klasse des Guelphen-Ordens.

### Ehe und Nachkommen
Wilhelm August Freiherr von Reitzenstein heiratete am 17. September 1849 Georgina Margaret (* 17. April 1819; † 1885 in Celle), die Tochter des britisch-hannoverischen Generals Hugh Halkett. Das Paar hatte zwei Kinder, einen Sohn und eine Tochter. Die Erstgeborene Marie von Reitzenstein wurde eine bedeutende Schriftstellerin. Sie heiratete einen entfernten Verwandten, den sächsischen Offizier Johann von Reitzenstein. Die Ehe blieb kinderlos. Maries jüngerer Bruder Christoph Colin Wilhelm starb bereits im Alter von einem Jahr.